# Koorchaloma madreeya
Koorchaloma madreeya är en svampart som beskrevs av Subram. 1953. Koorchaloma madreeya ingår i släktet Koorchaloma, klassen Sordariomycetes, divisionen sporsäcksvampar och riket svampar.   Inga underarter finns listade i Catalogue of Life.